# Président de la Junte de Castille-et-León
Le président de la Junte de Castille-et-León (en espagnol : Presidente de la Junta de Castilla y León) est le chef du gouvernement de la communauté autonome espagnole de Castille-et-León.
L'actuel titulaire de ce poste est, depuis le 12 juillet 2019, le conservateur Alfonso Fernández Mañueco.

## Élection

### Procédure
Le président des Cortes de Castille-et-León, après consultations des porte-paroles des forces politiques représentées au Parlement, propose un candidat parmi les députés.
Cette proposition doit intervenir dans un délai de quinze jours à partir de la session constitutive du Parlement régional ou la fin de fonction du précédent président.
Le candidat présente ensuite, sans limite de temps, son programme aux parlementaires. Cette présentation est suivie d'un débat. À l'issue de ce débat, un vote d'investiture est organisé. Le candidat est investi s'il remporte la majorité absolue des députés en fonction.

### Échec
Si cette majorité n'est pas atteinte, le bureau des Cortes convoque un nouveau vote, au cours duquel la majorité simple suffit. En cas de nouvel échec, la procédure est recommencée depuis le début.
Si personne n'a pu obtenir l'investiture des Cortes de Castille-et-León dans les deux mois qui suivent la tenue du premier vote, le Parlement est dissous de droit.

### Investiture
Une fois le candidat investi, le président des Cortes transmet l'information au roi d'Espagne, aux fins de nomination par décret, ainsi qu'au gouvernement.

## Fonctions

### Chef du gouvernement régional
En sa qualité de représentant suprême et président du gouvernement de Castille-et-León : 
- il « convoque les élections aux Cortes » ;
- il « décide de la dissolution des Cortes » ;
- il « maintient les relations qu'il juge opportunes avec les autres entités publiques » ;
- il « signe les conventions et accords de coopération et collaboration souscrits par la communauté autonome » ;
- il « propose – de sa propre initiative ou à la demande des citoyens – la tenue des référendums régionaux, sur des décisions politiques relevant de la compétence de la communauté autonome » ;
- il « dirige et coordonne l'action du gouvernement » ;
- il « nomme et relève de leurs fonctions les autres membres de la Junte » ;
- il « convoque, préside, fixe l'ordre du jour des réunions du conseil de gouvernement, dirige les débats, les délibérations, suspend et lève les réunions » ;
- il « signe les décrets et décisions de la Junte et ordonne – le cas échéant – la publication au Bulletin officiel de Castille-et-León » ;
- il « sollicite l'avis du conseil consultatif chaque fois que nécessaire » ;
- il « exerce toute autre fonction que la loi prévoit ».

### Représentant de l'État
En sa qualité de représentant ordinaire de l'État sur le territoire de la communauté autonome : 
- il « promulgue au nom du roi les lois approuvées par les Cortes, ordonne leur publication au Bulletin officiel de Castille-et-León et leur remise aux fins de publication au Bulletin officiel de l'État » ;
- il « ordonne la publication au Bulletin officiel de Castille-et-León des hauts fonctionnaires de l'État dans la communauté autonome » ;
- il « sollicite la collaboration des autorités de l'État qui exercent des fonctions publiques en Castille-et-León » ;
- il « exerce toute autre fonction que la loi prévoit ».

## Fin du mandat
Le mandat du président de la Junte prend fin en cas de démission, de décès, de perte du mandat parlementaire, d'interdiction de mandat liée à une condamnation pénale définitive, d'incapacité permanente reconnue par les Cortes, de perte de la confiance parlementaire ou de vote d'une motion de censure.

### Motion de censure
Tout groupe représentant au moins 15 % des députés aux Cortes de Castille-et-León peut déposer une motion de censure, qui doit prévoir en cas d'adoption le nom d'un nouveau président de la Junte. La motion ne peut être approuvée que si elle réunit la majorité absolue des députés.
En cas de succès, la Junte est démise de ses fonctions et le candidat déclaré élu. En cas d'échec, les signataires de la motion ne peuvent en présenter une autre dans l'année qui suit, au cours de la même législature.

## Titulaires
Depuis 1983, sept personnes ont été titulaires du poste de président de la Junte de Castille-et-León. Le record de brièveté est détenu par le socialiste José Constantino Nalda, tandis que le record de longévité revient à Juan Vicente Herrera. Juan José Lucas est le premier à avoir achevé son mandat et été réélu à l'issue de celui-ci.